# 三直
三直（みのう）は、千葉県君津市の地名。丁番を持たない単独町名で、郵便番号は299-1172。

## 地理
市内北西部、小糸川下流右岸に位置する。地内中央西寄りに住宅が集中し、南部は水田地帯、東部から北部は山林となっている。
北で木更津市畑沢・木更津市大久保・木更津市八幡台、東で練木、南で上・中島・六手・常代、西で外箕輪・法木作・内蓑輪・八重原・南子安とそれぞれ接する（特記ないものは君津市）。

### 河川
- 小糸川
- 畑沢川

### 湖沼
- 三直大堰

## 歴史
平安時代や南北朝時代に三直郷の名が見られる。

### 沿革
- 江戸時代 - 周淮郡三直村成立。幕府・旗本赤松氏の相給。
- 1873年（明治6年） - 三直村、千葉県に所属。
- 1889年（明治22年）4月1日 - 町村制施行により周淮郡八重原村大字三直となる。
- 1897年（明治30年）4月1日 - 八重原村、郡統合により君津郡所属となる。
- 1943年（昭和18年）4月1日 - 八重原村と周西村が合併し君津郡君津町が成立、同町の大字となる。
- 1971年（昭和46年）9月1日 - 君津町が市制施行し、君津市となる。
- 2003年（平成15年）
  - 4月1日 - 君津バスターミナル供用開始[要出典]。
  - 4月29日 - 館山自動車道君津インターチェンジ開業[要出典]。

## 世帯数と人口
2017年（平成29年）10月31日現在の世帯数と人口は以下の通りである。
| 大字 | 世帯数  | 人口    |
| ---- | ------- | ------- |
| 三直 | 708世帯 | 1,330人 |

## 小・中学校の学区
市立小・中学校に通う場合、学区は以下の通りとなる。
| 番地 | 小学校               | 中学校               |
| ---- | -------------------- | -------------------- |
| 全域 | 君津市立八重原小学校 | 君津市立八重原中学校 |

## 交通
地内を通る鉄道路線はない。最寄駅はJR内房線君津駅。

### バス
- 日東交通
  - 周西線 君津製鐵所行・中島行
  - 三島線 木更津駅西口行・中島行
- 君津市コミュニティバス
  - 小糸川循環線 君津グラウンドゴルフ場 - 常代5丁目 - 君津駅南口 - 君津市役所 - 君津バスターミナル - 常代5丁目 - （小糸郵便局前） - 君津グラウンドゴルフ場（循環ルート）
- 高速バス
  - 君津 - 東京線（日東交通・京成バス） 君津駅南口/青堀駅行・東京駅八重洲口前/浜松町/東雲車庫行
  - 君津 - 羽田空港線（日東交通・京浜急行バス） 君津駅南口/君津製鐵所行・羽田空港行
  - 館山 - 羽田空港・横浜線（日東交通・京浜急行バス） 館山駅前行・羽田空港/横浜駅行

### 道路
高速道路
- 館山自動車道
  - 君津インターチェンジ

主要地方道
- 千葉県道92号君津鴨川線（房総スカイライン）

一般県道
- 千葉県道164号荻作君津線

## 施設
- 翔凜中学校・高等学校
- 君津市立八重原中学校
- 君津市民文化ホール
- 君津バスターミナル
- 房総四季の蔵
- セブン-イレブン君津三直店
- ミニストップ君津三直店
- 蓮久寺
- 忠善寺
- 日輪寺
- 八雲神社
- 六三橋 - 千葉県道164号線が小糸川を渡る橋。
- 南上新田公園[5]
- 台谷中央公園[5]
- 台谷木登公園[5]
- 台谷三角公園[5]
- 中台公園[5]

公立小学校の学区は全域で君津市立八重原小学校、公立中学校は君津市立八重原中学校。

## ギャラリー

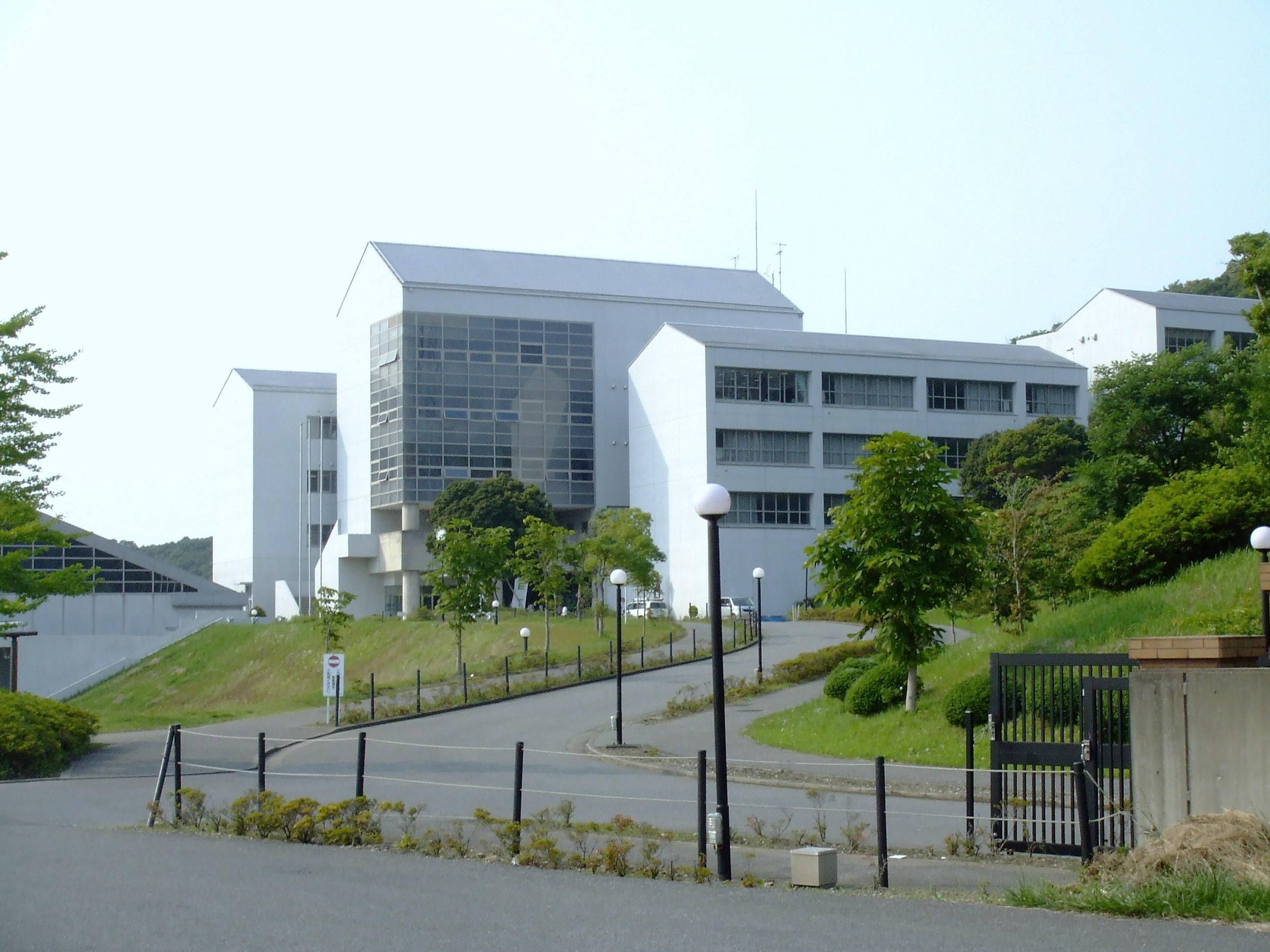
翔凜中学校・高等学校（旧称の千葉国際中学校・高等学校時代）
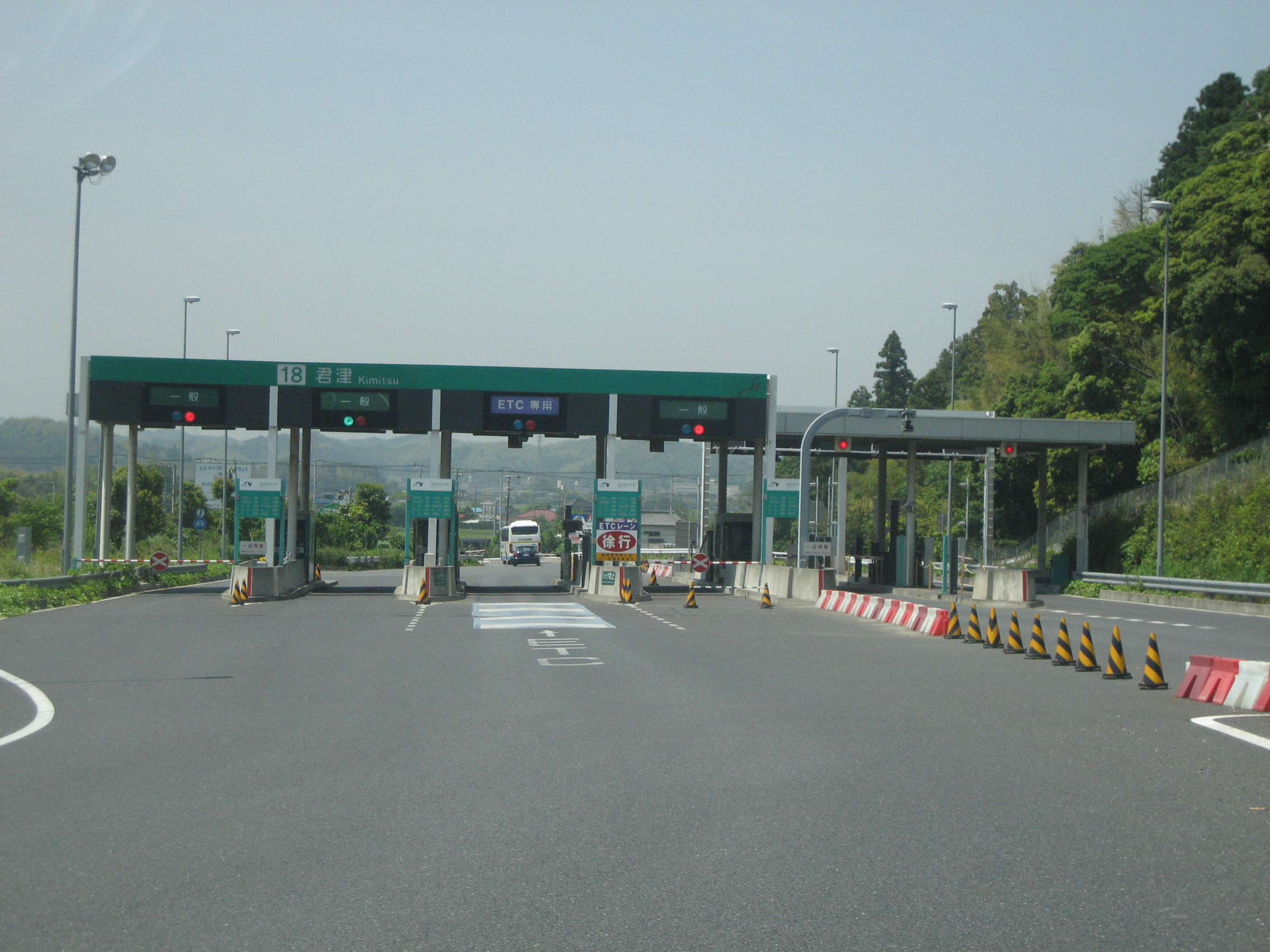
君津インターチェンジ料金所
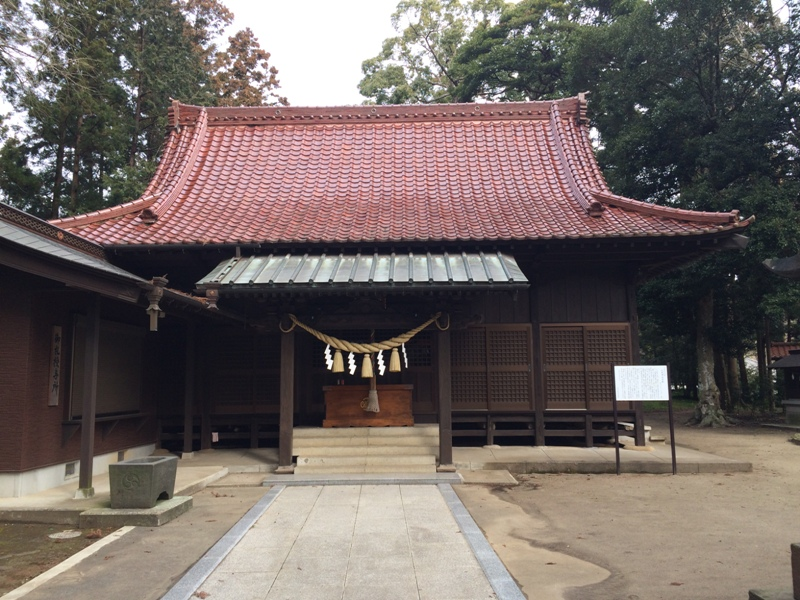
八雲神社